# Richard Bellman
Richard Ernest Bellman (New York, 1920. augusztus 26. – Los Angeles, 1984. március 19. ) amerikai alkalmazott matematikus, a dinamikus programozás bevezetője 1953-ban. 

## Életpályája
Nem vallásos zsidó családba született. Apja egy kis zöldséges boltot működtetett. Brooklynban járt gimnáziumba, és ugyancsak ott matematika szakon végzett 1941-ben. A Wisconsin–Madison Egyetemen mesteri szakot végzett. A második világháború idején Los Alamosban dolgozott. 1946-ban doktori címet szerzett a Princetoni Egyetemen Solomon Lefschetz irányításával. 1949-től több éven át a RAND Corporation alkalmazottja volt, ez időben dolgozta ki a dinamikus programozás alapjait. Később a matematika biológiai és orvosi alkalmazásával foglalkozott. 1967-ben megalapította a Mathematical Biosciences című szakfolyóiratot. 
1973-ban agydaganatot diagnosztizáltak nála, amely végül a halálához vezetett.  
1985-ben  Bellman tiszteletére megalapították a Bellman-díjat a matematikai biotudományokban, amelyet kétévenként adnak át a legjobb, folyóiratban közölt tudományos cikkért.

## Munkássága
Fő eredménye a Bellman-egyenlet, más néven a dinamikus programozás egyenlete, amely a dinamikus programozás módszerének szükséges feltétele. 
Másik eredménye a Hamilton–Jacobi–Bellman-egyenlet, amely az optimális kontrollelmélet differenciálegyenlete.
Szintén nevéhez kötődik a Bellman–Ford-algoritmus, amely útkereső algoritmus súlyozott irányított gráfokban, megengedve a negatív értékű éleket is.   

### Művei (válogatás)
Több mint 619 cikket és 39 könyvet publikált,
- 1957. Dynamic Programming
- 1959. Asymptotic Behavior of Solutions of Differential Equations
- 1961. An Introduction to Inequalities
- 1961. Adaptive Control Processes: A Guided Tour
- 1962. Applied Dynamic Programming
- 1967. Introduction to the Mathematical Theory of Control Processes
- 1970. Algorithms, Graphs and Computers
- 1972. Dynamic Programming and Partial Differential Equations
- 1982. Mathematical Aspects of Scheduling and Applications
- 1983. Mathematical Methods in Medicine
- 1984. Partial Differential Equations
- 1984. Eye of the Hurricane: An Autobiography, World Scientific Publishing.
- 1985. Artificial Intelligence
- 1995. Modern Elementary Differential Equations
- 1997. Introduction to Matrix Analysis
- 2003. Dynamic Programming
- 2003. Perturbation Techniques in Mathematics, Engineering and Physics
- 2003. Stability Theory of Differential Equations (eredeti kiadás 1953)

## Fordítás
- Ez a szócikk részben vagy egészben  a   Richard Bellman című angol Wikipédia-szócikk fordításán alapul.  Az eredeti cikk szerkesztőit annak laptörténete sorolja fel. Ez a jelzés csupán a megfogalmazás eredetét és a szerzői jogokat jelzi, nem szolgál a cikkben szereplő információk forrásmegjelöléseként.